# Adolf Gaston Eugen Fick
Adolf Gaston Eugen Fick (Marburgo, 22 febbraio 1852 – Herrsching am Ammersee, 11 febbraio 1937) è stato un oculista e docente tedesco.

## Biografia
Nipote del fisiologo Adolf Fick (1829–1901) e figlio del medico Ludwig Fick, si sposò con la figlia del chimico Wislicenus dalla quale ebbe sette figli, tra i quali l'architetto Roderich Fick (1886–1955).
Terminati gli studi in medicina a Würzburg, Zurigo, Marburgo e Friburgo nel 1876, si trasferiì a Richmond, in Sudafrica, a lavorare come internista e oculista. Nel 1886 passò con successo l'esame di Stato e nel 1887 ottenne l'abilitazione in oculistica con la tesi „Über Microorganismen im Conjunctivsack“. Durante la prima guerra mondiale fu medico negli ospedali da campo in Francia, Russia e Turchia. Fick lavorò in ambito anatomo-oftalmologico, chirurgico, fisiologico e ottico.

## Lenti a contatto
Nel 1887 costruì, a Zurigo, il primo modello di lente a contatto. Furono ricavate da vetro marrone, con diametro da 18 mm a 21 mm. La lente appoggiava al tessuto (cornea) con una soluzione zuccherina. Venne testata sugli occhi di un coniglio, successivamente su dei volontari e su se stesso. Le lenti di Ficks erano grosse, poco maneggevoli e potevano essere portate solo alcune ore al giorno. Pubblicò il suo lavoro con il titolo „Contactbrille“ sul giornale „Archiv für Augenheilkunde“ nel marzo del 1888. Il suo lavoro fu ripreso con successo da altri negli anni successivi.